# Trippel-X
Trippel-X, XXX-syndrom eller trisomi X är en genetisk avvikelse där kvinnor har tre X-kromosomer istället för de vanliga två. Ungefär 0,1% av den kvinnliga befolkningen har trippel-X. Syndromet leder inte till några medicinska problem, och majoriteten är odiagnosticerade.
Förekomsten av trippel-X är 1 på 1 000 kvinnor. Många flickor som föds med detta syndrom uppvisar en försämrad motorik och får hypertelorism, det vill säga onormalt stort avstånd mellan ögonen. Skolios tros vara vanligare bland vuxna kvinnor med trippel-X. När magnetkameraundersökning av hjärnan har utförts på personer med detta syndrom har man kunnat se en minskad hjärnvolym. Det verkar vara vanligare med psykiska sjukdomar bland kvinnor med trippel-X jämfört med andra kvinnor. I vuxen ålder har dessa kvinnor i högre utsträckning instabila personlighetsdrag.